# Битка при Пловдив
Битка при Пловдив е опит на османското командване да забави руското настъпление към Одрин, след освобождението на София и поражението при село Шейново. Провежда се по време на Руско-турската война (1877 – 1878).

## Оперативна обстановка
В началото на януари 1878 г. Западният руски отряд от 71 000 офицери и войници и 318 оръдия с командир генерал-лейтенант Йосиф Гурко излиза от София и настъпва в направлението София-Пазарджик-Пловдив-Одрин. Разделен е на 5 колони. Командири са: генерал-майор Николай Веляминов, генерал-майор Павел Шувалов, генерал-лейтенант Николай Криденер, генерал-майор Юрий Шилдер-Шулднер и генерал-майор Дмитрий Комаровски. Авангарда на отряда е с командир генерал-майор Виктор Дандевил, а кавалерията е с командир генерал-майор Владимир Клот. Задачата е да пресече пътя за отстъпление на османските остатъчни сили в Тракия, обединени в нова групировка с командир Сюлейман паша и евентуално да бъдат унищожени.

## Бойни действия
На 2 януари руските сили излизат от освободения град Пазарджик. Според разузнавателни сведения, доставени от българи, групировката на Сюлейман паша отстъпва по две направления:  Пещера и Пазарджик – Пловдив. През нощта на 3 януари колоната на генерал-майор Павел Шувалов преминава река Марица през брод до село Айрене, а едновременно кавалерийската част с командир генерал-майор Даниил Краснов по левия бряг на реката доближава Пловдив. Османската отбрана на Кадиевската позиция е пробита.
Сюлейман паша решава да отстъпи към Родопите, а за прикритие оставя 40 табура в района селата Дермендере – Караагач. В Пловдив, по заповед на Сюлейман паша, в полето между жп гарата и квартал Остромила са избити 80 българи затворници, участвали в националносвободителните борби.
Частта на генерал-майор Даниил Краснов успява да премине река Марица по моста до Кемера за село Катуница. Колоните на генерал-майор Павел Шувалов и генерал-майор Николай Веляминов настигат османския ариергард при селата Цалапица и Първенец. Втори Драгунски ескадрон от 63 драгуни с командир капитан Александър Бураго от лейбгвардейския Драгунски полк успява да се вмъкне в Пловдив. Малък разезд научава от тукашните българи в квартал Кършиака, че в града има повече от 1000 низами и черкезка конница. Сержант Пономарьов успява да залови в района на жп гарата пленник и с действието си предизвиква уплаха, прераснала в паника и изоставяне на позициите. Капитан Александър Бураго незабавно атакува и увлича руските сили. Превземат квартал Мараша, хълма Бунарджик и пощата. Капитан Александър Бураго изпраща донесение за заемането на Пловдив.
Сутринта на 4 януари в града влиза генерал-лейтенат Йосиф Гурко с целия си щаб и обявява освобождението на Пловдив. Отслужен е молебен. Главните руски сили незабавно се отправят за атака на прикриващите османски сили в района. Групата на Сюлейман паша е отклонена от направлението Пловдив-Одрин и насочена към Родопите, където се разпада като организирана военна сила.

## Паметници
- Паметник на Александър Бураго в Дондуковата градина на Пловдив
- Мемориален комплекс „Освободители на Пловдив“